# فورتونا كولن
نادي فورتونا كولن الرياضي (بالألمانية: Sport-Club Fortuna Köln e. V) هو نادي كرة قدم ألماني من مدينة كولونيا بولاية شمال الراين-وستفاليا. تأسس النادي عام 1948 ويلعب في دوري الدرجة الثالثة الألماني.

## وصلات خارجية
- الموقع الرسمي (بالألمانية)